# Kobyla Góra Chronowska

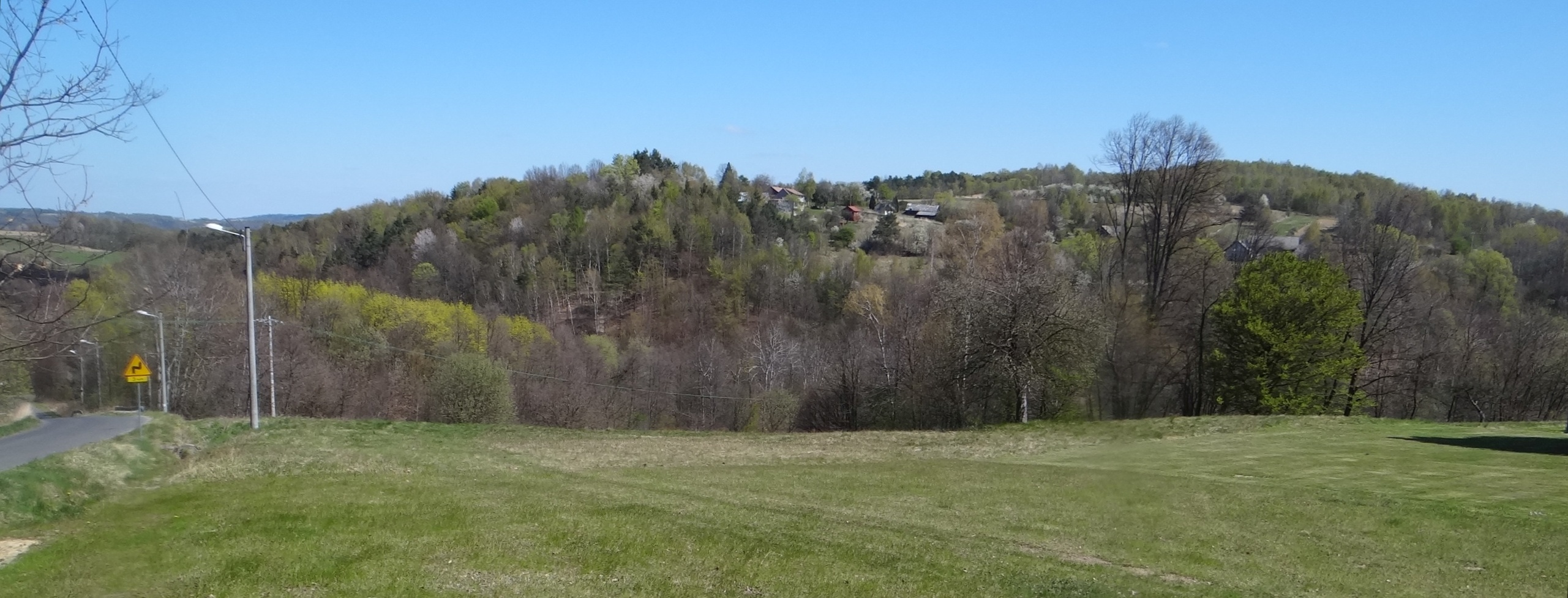
Kobyla Góra. Widok z Borównej

Kobyla Góra (364 m) – wzniesienie na Pogórzu Wiśnickim. Znajduje się na terenie wsi Chronów, przy granicy z Borówną, w pobliżu Lipnicy Murowanej. Jest częściowo porośnięta lasem, częściowo pokryta polami uprawnymi i zabudowaniami. Od zachodniej strony opływa ją potok Borowianka. Na północnym końcu grzbiet Kobylej Góry przechodzi we wzniesienie ze Skałkami Chronowskimi. Cały obszar Kobylej Góry wchodzi w skład Wiśnicko-Lipnickiego Parku Krajobrazowego. 